# Zinedine Ferhat
Zinedine Ferhat (arabisch زين الدين فرحات; * 1. März 1993 in Bordj Menaïel) ist ein algerischer Fußballspieler, der aktuell beim SCO Angers in der Ligue 1 spielt und ehemaliger algerischer A-Nationalspieler ist.

## Karriere

### Verein
Ferhat begann seine fußballerische Ausbildung 2007 bei der JS Kabylie in Algerien. Nach nur einem Jahr wechselte er in die Académie FAF. Dort blieb er drei Jahre, ehe er sich dem USM Algier anschloss. Am 19. November 2011 (9. Spieltag) debütierte er in der Ligue Professionnelle 1 gegen seinen Jugendverein, als er 90 Minuten durchspielte. Bis zum Saisonende kam er in 17 Ligapartien zum Einsatz und spielte zweimal im Pokal. In der Saison 2012/13 spielte Ferhat 21 Mal in der Liga. Im Pokal erzielte er bei vier Einsätzen ein Tor und legte zwei Treffer vor, was maßgeblich zum Pokalgewinn seines Vereins beitrug. In der Folgespielzeit schoss er am 11. Spieltag gegen den MC Oran das einzige Tor des Spiels und sein erstes auf professioneller Ebene. Insgesamt schaffte er 2013/14 fünf Tore und drei Vorlagen und wurde mit seiner Mannschaft algerischer Meister. Daraufhin spielte man in der Spielzeit 2014/15 auch in der CAF Champions League. In dieser erreichte Ferhat mit dem Team das Finale, welches jedoch verloren ging. In der Liga war er auch Stammspieler und traf einmal, gab vier Vorlagen in 19 Saisoneinsätzen. 2015/16 spielte Ferhat 20 Mal in der Ligue Professionnelle 1, wobei er neun Tore auflegen konnte.
Im Sommer 2016 wechselte er jedoch zum französischen Zweitligisten Le Havre AC. Dort debütierte er direkt am ersten Spieltag in der Startelf bei einem 1:0-Sieg über die US Orléans. Sein erster Treffer gelang ihm im Februar 2017 bei einem 1:1-Unentschieden gegen Red Star Paris. Insgesamt bestritt er in der Saison 2016/17 34 Ligaspiele, in denen er drei Tore schoss und sieben Tore vorbereitete. 2017/18 schoss er vier Tore und brach mit 20 Saisonvorlagen den Rekord für die meisten Assists in einer Spielzeit in der Ligue 2. Mit dem Verein erreichte er die Aufstiegsplayoffs, welche allerdings verloren gingen. Ferhat entschloss sich bei Le Havre zu bleiben, schoss in der nächsten Saison fünf Tore un legte neun Treffer auf.
Nach dem erneuten Klassenverbleib wechselte Ferhat in die Ligue 1 zu Olympique Nîmes. Direkt am ersten Spieltag debütierte er in der ersten französischen Liga von Beginn an gegen Paris Saint-Germain. Nur drei Wochen später erzielte er beim ersten Saisonsieg gegen Stade Brest sein erstes Tor für den Verein und in der Ligue 1. Die Ligue 1 2019/20 beendete Ferhat mit drei Toren und vier Vorlagen in 26 von 28 möglichen Ligaspielen und konnte am Ende gerade noch die Klasse halten. Daraufhin gelangen ihm 2020/21 sechs Treffer und zehn Vorlagen in 33 Einsätzen, wodurch er dieses Mal den Abstieg trotzdem nicht verhindern konnte. In der Zweitligasaison 2021/22 bestritt er jedoch nur 14 Partien.
Darum wechselte er im Sommer 2022 in die Türkei zum Erstligisten Alanyaspor. Dort spielte er in seiner ersten Saison wettbewerbsübergreifend 25 Mal, wobei er zwei Tore schießen konnte und vier Treffer auflegte.
Nach nur einem Jahr in der Türkei entschloss sich Ferhat zurück nach Frankreich zu kommen und sich dem SCO Angers in der Ligue 2 anzuschließen. Hier war er wieder gesetzt und war in 25 Einsätzen an fünf Treffern direkt beteiligt. Mit dem Team wurde er Zweiter und stieg somit erneut in die Ligue 1 auf.

### Nationalmannschaft
Ferhat spielte ab 2010 für mehrere Juniorennationalmannschaften Algeriens. Besonders für die algerische U20-Nationalmannschaft war er drei Jahre und in 17 Spielen aktiv. Im Mai 2013 debütierte er bereits für die algerische A-Nationalmannschaft nach Einwechslung in einem Freundschaftsspiel gegen Mauretanien. Im Jahr 2015 schaffte er es mit dem algerischen U23-Team bis ins Finale des U-23-Afrika-Cups. Von Oktober 2017 bis Juni 2018 war Ferhat kurzzeitig Stammspieler im Nationaldress und absolvierte sieben von acht Länderspielen in der Zeit. Anschließend kam er nur 2019 und 2021 erneut zu jeweils zwei Einsätzen, welche größtenteils von kurzer Dauer waren.

## Erfolge
USM Algiers
- Algerischer Meister: 2014, 2016
- Algerischer Pokalsieger: 2013
- Algerischer Supercupsieger: 2013
- Arab Club Champion: 2013